# Stazione meteorologica di Cremona
La stazione meteorologica di Cremona è la stazione meteorologica di riferimento relativa alla città di Cremona.

## Storia
La stazione meteorologica venne attivata nel 1882 a seguito dell'istituzione dell'osservatorio meteorologico di Cremona da parte del professore Guglielmo Calderoni. La sede originaria dell'osservatorio era presso il Regio Liceo Scientifico. I dati termopluviometrici registrati dalla stazione meteorologica vennero forniti all'Ufficio Centrale di Meteorologia per la loro pubblicazione nei corrispondenti annali. Dal 15 gennaio 1938 la sede dell'osservatorio è divenuta la Regia Scuola Tecnica Industriale.
Nel corso del Novecento la stazione meteorologica ha fornito i dati termopluviometrici registrati anche al Ministero dei lavori pubblici per la loro pubblicazione negli annali idrologici del Compartimento di Parma fino al 1989; in seguito, la stazione meteorologica è entrata a far parte della rete di stazioni regionali dell'ARPA Lombardia, pur proseguendo il rilevamento dei dati nell'autonomia dell'osservatorio meteorologico.
Il 26 maggio 2012 si è tenuto un convegno in occasione del 130º anniversario della fondazione dell'osservatorio meteorologico.

## Caratteristiche
La stazione meteorologica, di tipo automatico DCP, si trova nell'Italia nord-occidentale, in Lombardia, nel comune di Cremona, presso l'Istituto di Istruzione Superiore "Ala Ponzone Cimino", a 50 metri s.l.m. e alle coordinate geografiche 45°08′06.25″N 10°01′42.07″E.

## Dati climatologici 1961-1990
In base alla media trentennale di riferimento 1961-1990, la temperatura media del mese più freddo, gennaio, si attesta a +1,7 °C; quella del mese più caldo, luglio, è di +24,3 °C.
La temperatura più bassa registrata dal 1945 a oggi è stata di -17.8C nel febbraio 1956 e la più alta di 39.8C nel luglio 1952.
Le precipitazioni medie annue si aggirano sui 750 mm, mediamente distribuite in 76 giorni, con un picco in autunno e minimi relativi in inverno ed estate.
| Cremona (1961-1990) | Mesi | Mesi | Mesi | Mesi | Mesi | Mesi | Mesi | Mesi | Mesi | Mesi | Mesi | Mesi | Stagioni | Stagioni | Stagioni | Stagioni | Anno |
| Cremona (1961-1990) | Gen  | Feb  | Mar  | Apr  | Mag  | Giu  | Lug  | Ago  | Set  | Ott  | Nov  | Dic  | Inv      | Pri      | Est      | Aut      | Anno |
| ------------------- | ---- | ---- | ---- | ---- | ---- | ---- | ---- | ---- | ---- | ---- | ---- | ---- | -------- | -------- | -------- | -------- | ---- |
| T. max. media (°C)  | 4,3  | 7,3  | 12,7 | 17,4 | 22,4 | 26,9 | 29,3 | 27,9 | 24,0 | 17,3 | 10,2 | 5,3  | 5,6      | 17,5     | 28,0     | 17,2     | 17,1 |
| T. min. media (°C)  | −1,0 | 1,0  | 4,9  | 8,6  | 13,0 | 16,8 | 19,2 | 18,1 | 15,5 | 9,9  | 4,6  | 0,1  | 0,0      | 8,8      | 18,0     | 10,0     | 9,2  |
| Precipitazioni (mm) | 64   | 51   | 61   | 61   | 68   | 60   | 46   | 64   | 53   | 91   | 86   | 55   | 170      | 190      | 170      | 230      | 760  |
| Giorni di pioggia   | 7    | 6    | 7    | 7    | 8    | 6    | 5    | 5    | 4    | 7    | 8    | 6    | 19       | 22       | 16       | 19       | 76   |